# 소비에트 회관 (칼리닌그라드)

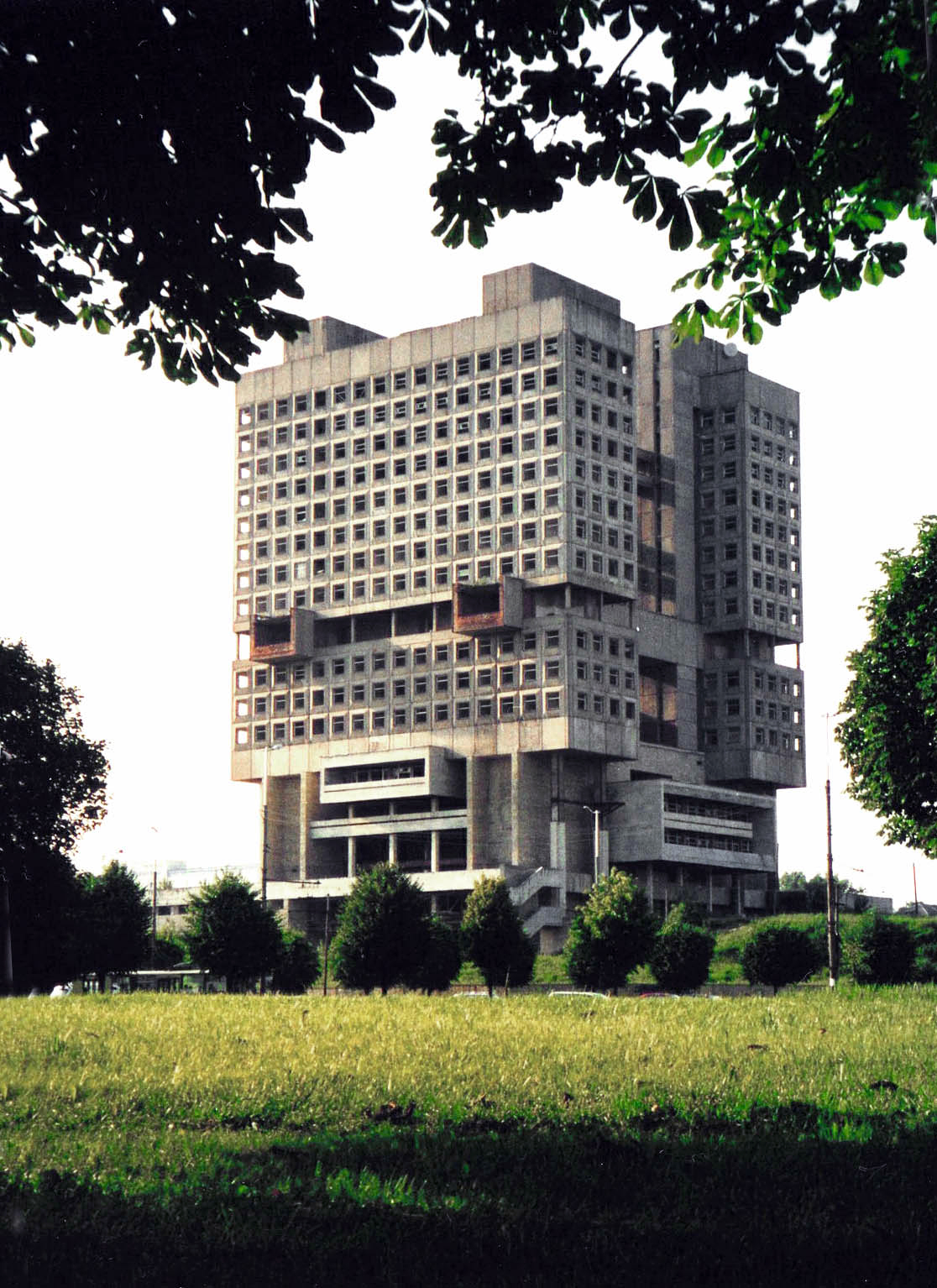

소비에트 회관(러시아어: Дом Советов 돔 사볘트[*])은 러시아 연방의 월경지인 칼리닌그라드에 소재한 미완성 건물이다. 거대한 로봇이 머리만 내놓고 땅에 파묻힌 것처럼 생겨서 현지인들은 “파묻힌 로봇”이라는 별칭으로도 부른다.
13세기 건축물인 쾨니히스베르크 성관이 제2차 세계대전 와중에 폭격으로 파손되고 남은 성관을 폭파하고 그 자리에 이 건물을 세웠다. 원래 칼리닌그라드주의 중앙행정청사로 사용될 예정이었으나 완공하지 못했다.

## 같이 보기
- 류경호텔